# Kärnan

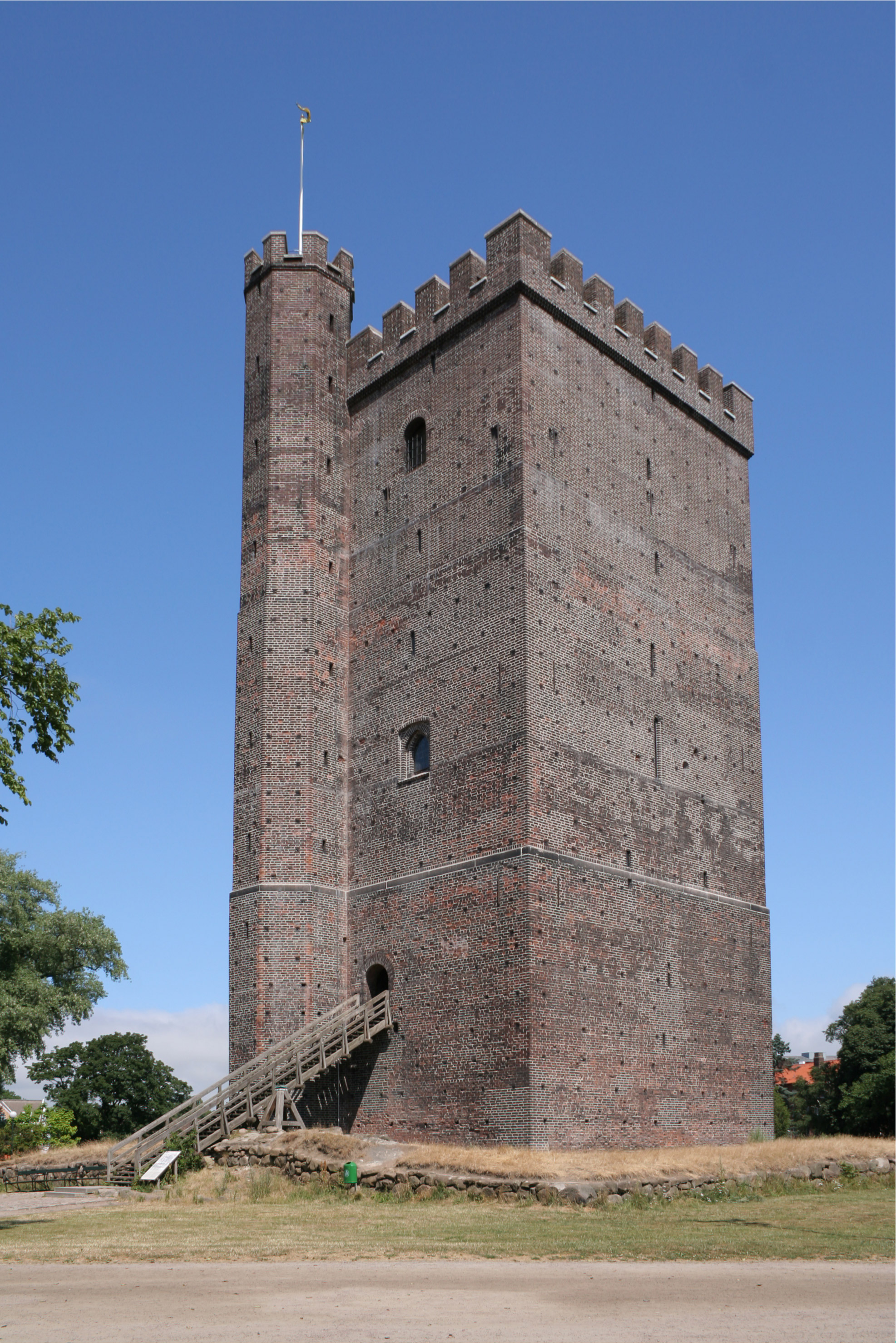
Turm Kärnan heute

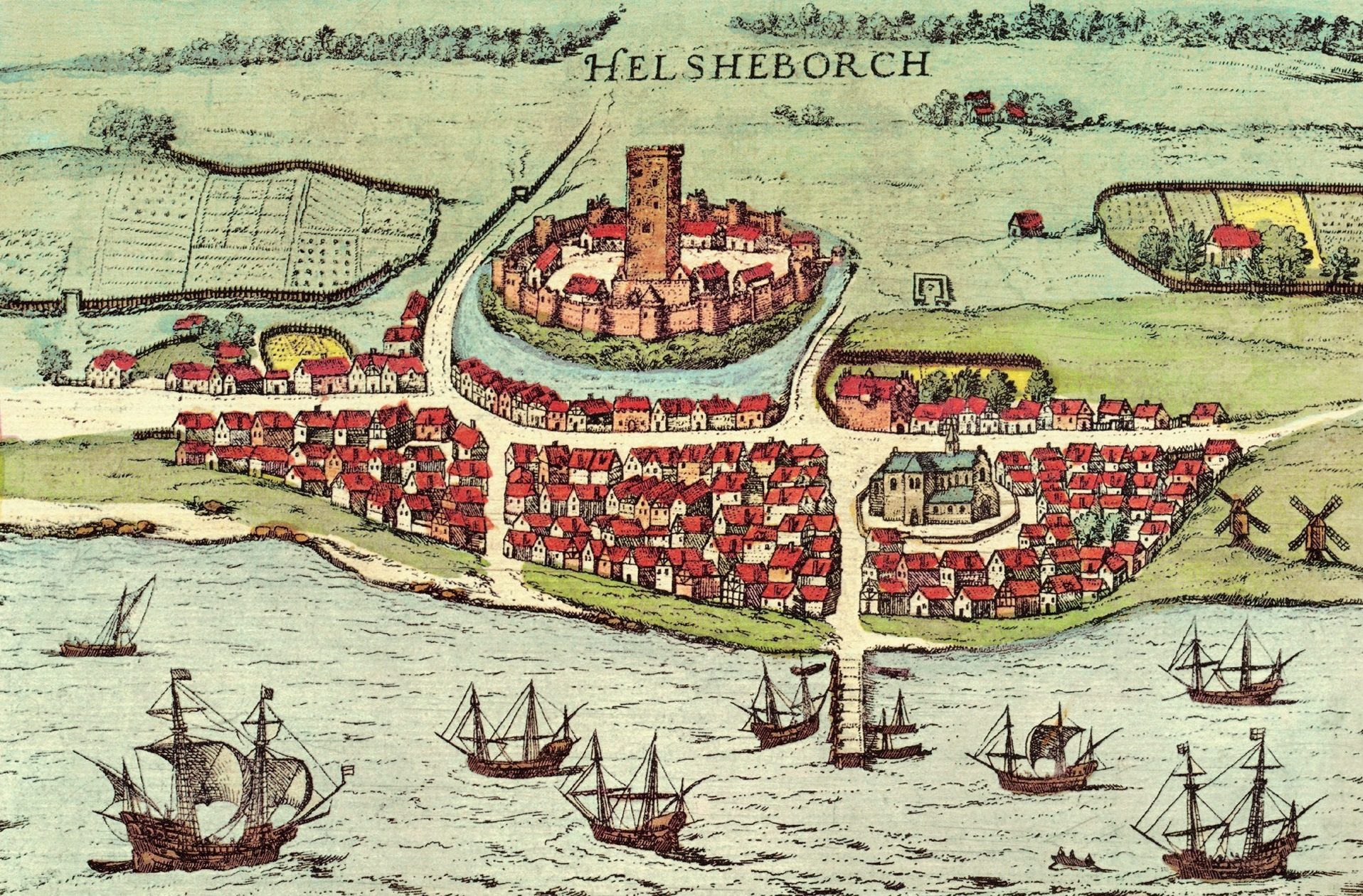
Helsingborg mit Festung um 1590

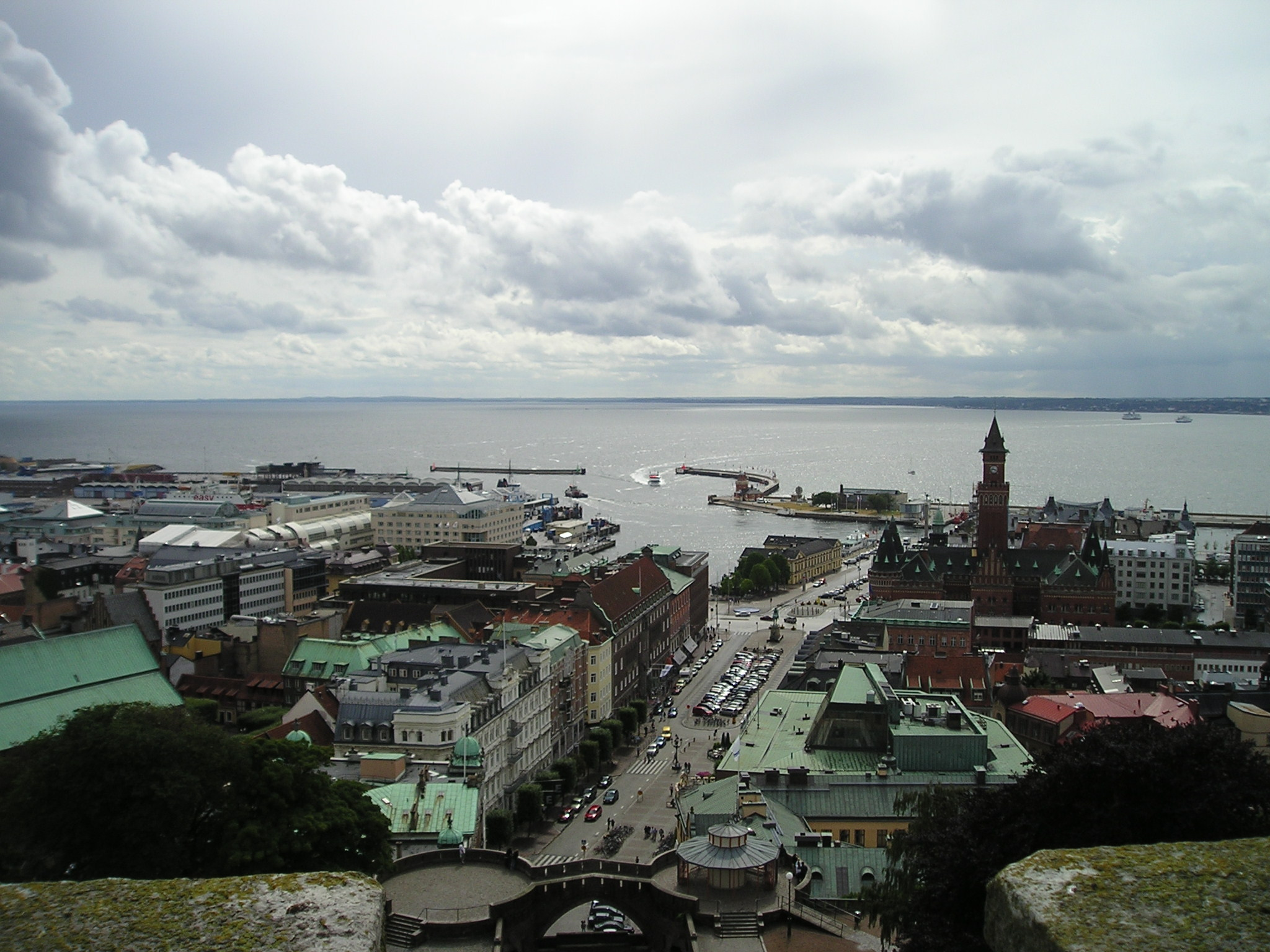
Blick vom Kärnan auf den Hafen und über den Öresund

Der Kärnan (dänisch: Kernen) ist ein mittelalterlicher Turm in der schwedischen Stadt Helsingborg. Er ist 35 Meter hoch und steht zusätzlich erhöht auf einem Felsen oberhalb des historischen Stadtkerns.
Der Turm stellt den Rest einer ehemaligen Festung dar. Diese war von 4,5 Meter dicken Ringmauern und Erdwällen umgeben. Heute steht das Gebäude unter Denkmalschutz.

## Geschichte
Es gibt Hypothesen, die nicht vollständig durch archäologische Beweise untermauert sind, dass es schon zur Zeit der Wikinger eine einfache Befestigungsanlage auf der Anhöhe landborgen gab, die den Schiffsverkehr zwischen Seeland und Schonen überwachte.

### Dänische Zeit

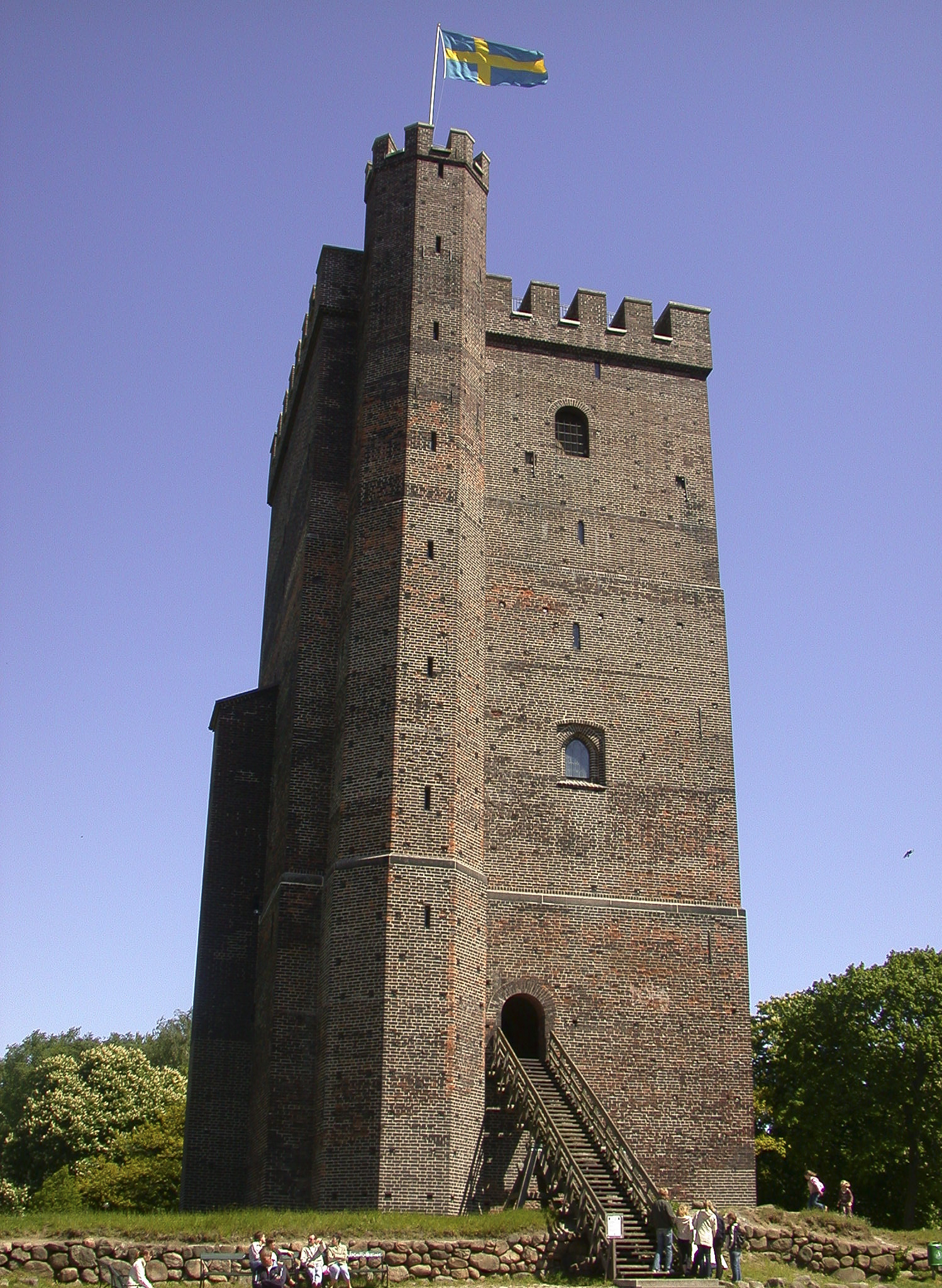
Süd/ost seite des Turmes

Die heute schwedische Provinz Schonen gehörte bis ins 17. Jahrhundert zu Dänemark. Etwa 1150 wurde unter Waldemar I. eine Burg aus Sandstein an der Stelle des heutigen Turmes errichtet. Ungefähr 1225 wurde der ursprünglich runde Hauptturm durch einen viereckigen ersetzt. Der heutige Turm aus Ziegeln wurde um 1320 gebaut. Der Auftrag zum Bau stammte möglicherweise von Erik VI., der 1296 seine Hochzeit auf der Burg gefeiert hatte. Danach entwickelte sich die Anlage zu einer der wichtigsten Festungen Dänemarks. Viele Könige, darunter Christoph III., der hier 1448 starb, herrschten von hier aus. Die Burg war auch wichtiges Machtinstrument für die Eintreibung des Sundzolles. Bis zur Errichtung der Burg Kronborg östlich von Helsingør 1420 sicherte nur der Kärnan die engste Stelle des Öresunds. 
Der Donjon ist einer der am besten erhaltenen Wohntürme des 14. Jahrhunderts. Über dem (ersten) Kellergeschoss befinden sich vier Wohngeschosse. Im zweiten Geschoss befanden sich der Zugangsraum mit angrenzender Wachstube, das dritte enthielt die Küche mit Backofen und zwei Kammern, eine mit Abtritt. Das dritte Geschoss mit Kreuzrippengewölbe wurde als repräsentativer Speise-, Fest- und Empfangssaal genutzt. Er verfügte ebenfalls über einen Abtritt sowie eine Warmluftheizung. Auch eine Kapellennische ist erhalten. Oberhalb dieses Saales befindet sich eine weitere gewölbte Halle, vermutlich der Wohnbereich des Burgherrn, zwischen den Geschossen befindet sich eine über eine Holztreppe zu erreichende Kammer, möglicherweise der Raum des Kammerdieners (aus dem dänischen stigwart, Treppenwart, entwickelte sich im englischen Danelag das Hofamt des Stewart). Der obere Abschluss des Wohnturms wurde im 19. Jahrhundert verändert.
Nur vier Meter vom zentralen Turm entfernt befand sich eine Ringmauer mit Schutzgängen in drei Etagen. Von einem Eingangsturm im Westen gelangte man über eine Zugbrücke in den unteren Teil der Kernburg. Nördlich der inneren Ringmauer lag ein lang gestreckter Bau, der vermutlich für Feste und andere Zusammenkünfte genutzt wurde. Rund um den zentralen Burgkomplex ging in 500 Meter Abstand eine weitere Ringmauer aus Sandstein und Ziegeln, die mit 14 Schalentürmen versehen war. Weiter außen schloss ein Burggraben an, der an seiner tiefsten Stelle 15 m tief war. Über den Graben gelangte man von Osten, wo es ein Tor mit Zugbrücke gab.

### Schwedische Zeit
Mit dem Frieden von Roskilde von 1658 kam die Burg zusammen mit der umliegenden Region zu Schweden, wo sie bis auf eine kurze Besatzungszeit während des Schonischen Krieges, bei der die Dänen eine riesige (17 Meter lang, 7 Meter breit) dänische Flagge hissten, verblieb. Nach diesem Krieg beschloss der schwedische König Karl XI. die Zerstörung der Festung. Der Grund dafür war die Abnahme der militärischen Bedeutung Helsingborgs, dessen strategische Stellung von Kristianstad übernommen wurde. Der König befürchtete auch, dass eventuelle Eindringlinge die Burg als Ausgangsbasis für weitere Feldzüge verwenden würden.
Nach einem Jahr war die Anlage eingeebnet. Das einzige Objekt, das für die Nachwelt aufgehoben wurde, war der mittelalterliche Turm Kärnan. Der Turm sollte von diesem Zeitpunkt an als Zeichen für die Seefahrt dienen. Außerdem wurde auf ihm eine schwedische Flagge hoch über Helsingborg gehisst, die unmissverständlich zeigen sollte, dass Schonen für „ewige Zeiten“ zum Königreich Schweden gehört. Alle Schiffe, die den Öresund passierten, hatten die Pflicht, zu Ehren der schwedischen Flagge auf dem Turm einen Salutschuss abzufeuern.
Nach über 200 Jahren Verfall war der Turm vor der Restaurierung von 1893/94 eine Ruine. Die Restaurierung brachte auch leichte Stiländerungen mit sich. 1903 entstand die große Treppenanlage zum Platz Stortorget.

## Sonstiges
2015 wurde im Hansa-Park in Sierksdorf eine Achterbahn mit dem Namen Der Schwur des Kärnan eröffnet. Hierbei wurde der Turm detailgetreu nachgebaut, mit 79 m Höhe allerdings mehr als doppelt so hoch wie das Original. Außerdem hat sich der Hansa-Park 2015 ein neues Wappen gegeben, dessen zentrales Schildelement der Kärnan ist.

## Galerie

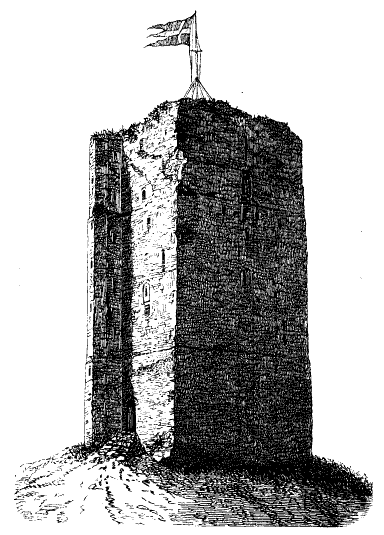
Außenansicht des Kärnan Ende des 19. Jahrhunderts
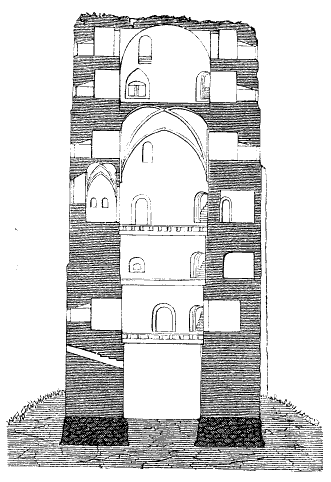
Querschnitt des Kärnan Ende des 19. Jahrhunderts
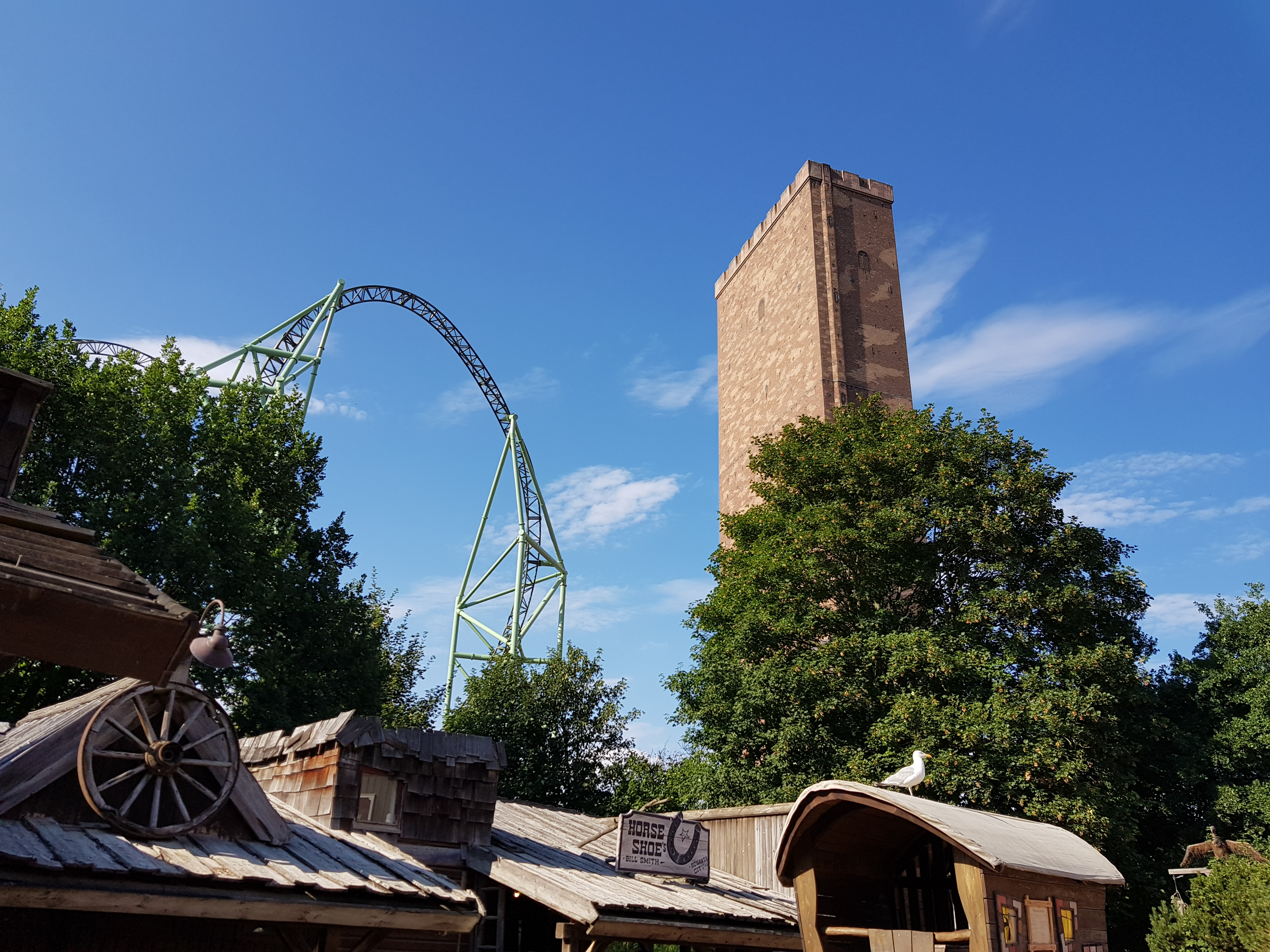
Nachgebauter Turm des Kärnan mit beinhalteter Achterbahn "Der Schwur des Kärnan" im Hansa-Park